# دوري المقاطعات الشمالي الغربي 1984–85
دوري المقاطعات الشمالي الغربي 1984–85 هو موسم من دوري المقاطعات الشمالي الغربي. فاز فيه نادي رادكليف ‏.